# Assing (Taching am See)
Assing ist ein Gemeindeteil der Gemeinde Taching am See im oberbayerischen Landkreis Traunstein.

## Lage
Der Weiler liegt 2,5 km nordwestlich von Taching. Zum Westufer des Tachinger Sees sind es 2 km nach Osten. Traunreut und damit der Anschluss an die Bundesstraße 304 liegt circa 9 km im Westen.

## Ort
Der Ort besteht nur aus wenigen Häusern und landwirtschaftlichen Gebäuden. Auch die Umgebung ist land- und forstwirtschaftlich geprägt. Die Kreisstraße TS 26 führt an Assing vorbei.

## Besonderheit
Bei Assing gibt es ein Erdgasvorkommen mit einem Volumen von etwa 13 Millionen m³. Die Förderung durch das Unternehmen Bayerngas wird voraussichtlich bis zu zwei Jahre dauern.